# El Burgo Ranero
Pour les articles homonymes, voir Burgo.
El Burgo Ranero est un municipio (municipalité ou canton) espagnol, dans la province de León, communauté autonome de Castille-et-León. C'est aussi le nom de la localité chef-lieu du municipio.
Cette localité est une halte sur le camino francés du Pèlerinage de Saint-Jacques-de-Compostelle, sur une variante sud par le Camino Real.

## Géographie
Le climat est continental, chaud en été et froid en hiver.

## Démographie
| 1991 |  | 1996 |  | 2001 |  | 2004 |  | 2010 |
| ---- |  | ---- |  | ---- |  | ---- |  | ---- |
| 1127 |  | 1002 |  | 920  |  | 894  |  | 841  |

## Culture et patrimoine

### Pèlerinage de Compostelle
Sur le Camino francés du Pèlerinage de Saint-Jacques-de-Compostelle, on vient de Calzadilla de los Hermanillos depuis la Calzada Romana ou directement de Bercianos del Real Camino sur le Camino Real.
La prochaine halte est Villamarco de las Matas, en continuant sur le Camino Real.

## Sources et références
- (es) Cet article est partiellement ou en totalité issu de l’article de Wikipédia en espagnol intitulé « El Burgo Ranero » (voir la liste des auteurs).
- Grégoire, J.-Y. & Laborde-Balen, L. , « Le Chemin de Saint-Jacques en Espagne - De Saint-Jean-Pied-de-Port à Compostelle - Guide pratique du pèlerin », Rando Éditions, mars 2006,  (ISBN 2-84182-224-9)
- « Camino de Santiago St-Jean-Pied-de-Port - Santiago de Compostela », Michelin et Cie, Manufacture Française des Pneumatiques Michelin, Paris, 2009,  (ISBN 978-2-06-714805-5)
- « Le Chemin de Saint-Jacques Carte Routière », Junta de Castilla y León, Editorial

1. ↑  www.cajaespana.es : Budget 2008 de l'Ayuntamiento.